# Кокшарова (Махньовський міський округ)
Кокша́рова (рос. Кокшарова) — присілок у складі Махньовського міського округу Свердловської області.
Населення — 103 особи (2010, 108 у 2002).
Національний склад населення станом на 2002 рік: росіяни — 100 %.